# Ape operaia

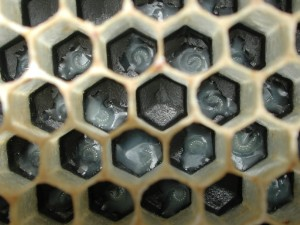
Larve all'interno delle cellette, saranno alimentate per tre giorni con pappa reale

L'ape operaia è una femmina normalmente non fertile per via della particolare dieta allo stadio larvale e per via dei feromoni inibitori, o di coesione della colonia, emessi dalla regina.

## Dati generali

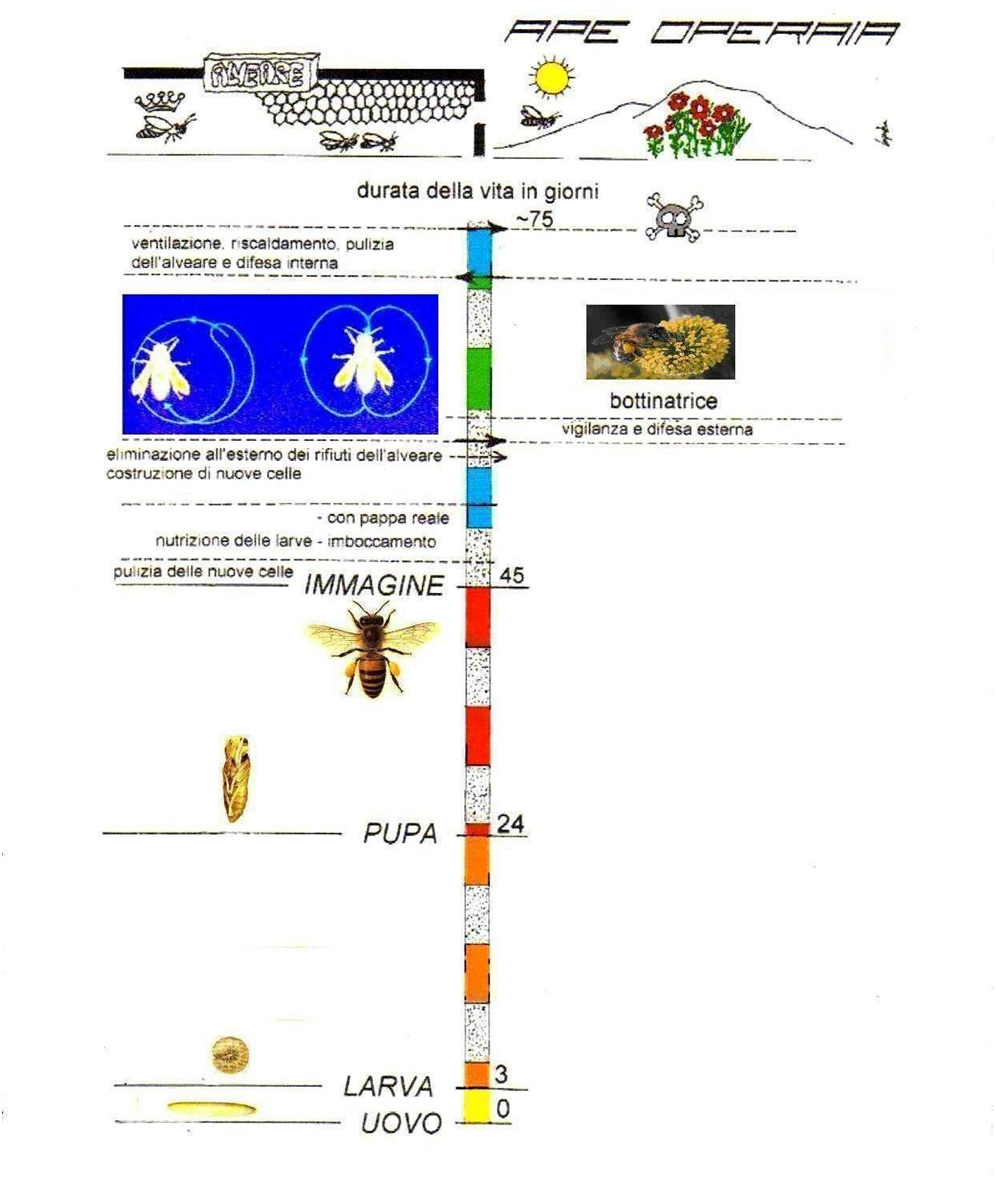
Ciclo biologico dell'ape operaia

Ogni alveare contiene da 30.000 a 80.000 individui che nella quasi totalità sono api operaie. 
Le operaie sono femmine più piccole dell'ape regina ed i loro apparati riproduttori sono presenti seppur atrofizzati e solamente in alcuni casi a causa di orfanità sono in grado di deporre uova aploidi dalle quali nasceranno solo individui di sesso maschile (fuchi). Le operaie che depongono sono comunemente dette "figliatrici".
Dal momento della deposizione dell'uovo fecondato, ci vogliono 21 giorni affinché nasca l'ape operaia. Le uova resistono per 3 giorni, quindi si schiudono e ne vien fuori una larva cieca che sarà alimentata per i primi tre giorni con pappa reale. Dal 3º giorno le larve si nutrono di un miscuglio di polline e miele, il cosiddetto pane delle api, per altri 3 giorni e poi si chiudono nella cella per eseguire la metamorfosi. L'ape, quando nasce, è piccola, pelosa, bianchiccia, maldestra e inoffensiva.
Gli insetti nella loro fase adulta vivono una vita breve, che si limita ad una determinata epoca dell'anno, solitamente la primavera o l'estate: normalmente vivono una media di 30-40 giorni. In autunno e in inverno le operaie vivono fino a 180 giorni. Ciò nonostante, le api sono più longeve rispetto ad altri insetti; la durata della loro vita dipende da fattori come il sesso e l'attività svolta.
Nell'arco della loro vita, le api operaie hanno compiti diversi secondo la loro età. Fino ai 21 giorni non escono dall'alveare e svolgono differenti funzioni:
- pulitrici: si occupano di mantenere puliti i favi e tutto l'alveare;
- nutrici: cominciano a sviluppare le loro ghiandole ipofaringee produttrici di pappa reale;
- produttrici della cera: sviluppano le ghiandole produttrici di cera e costruiscono i favi;
- immagazzinatrici: sono quelle che ricevono il cibo dalle bottinatrici e lo collocano nei favi;
- guardiane: sorvegliano la porticina di ingresso dell'alveare affinché non entrino operaie di altri alveari;
- ventilatrici: sbattendo le ali generano una corrente d'aria per deidratare il nettare e mantenere stabile la temperatura all'interno dell'alveare[1].

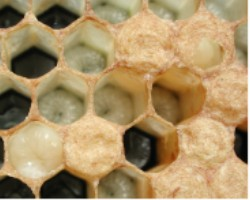
Larve di operaia opercolate dopo nove giorni

Dopo i 21 giorni le ghiandole cerigene si atrofizzano e per questo le api escono dall'alveare, divenendo bottinatrici e assolvendo le seguenti funzioni:
- raccoglitrici di nettare.
- raccoglitrici di polline.
- raccoglitrici di propoli.
- raccoglitrici di acqua.

Questo ciclo non è identico per tutte le api e ci sono api che arrivano a bottinare senza avere realizzato le attività summenzionate. Alcune sembrano maturare prematuramente, come altre possono, in determinate condizioni, ringiovanire.
Le operaie hanno diverse caratteristiche specifiche: sono più piccole rispetto agli altri componenti dell'alveare, (il peso medio di un'ape operaia è di 100 mg) e il loro addome è più corto. Inoltre le diverse parti dell'apparato boccale sono molto sviluppate, con una ligula molto larga che permette loro di prendere il nettare che poi immagazzinano nella borsa melaria per trasportarlo nell'alveare.
Hanno una vista molto sviluppata che serve loro per la raccolta, la localizzazione, ecc. Nelle zampe posteriori hanno una modifica chiamata corbícula (cestello) che permette loro di trasportare il polline e il propoli (resina della pianta). Essa è munita di una spazzola dove vengono raccolti i grani di polline: quando la spazzola è piena, il polline viene messo nel cestello per essere trasportato all'alveare.

## Ghiandole ed organi delle operaie
Una caratteristica molto importante delle operaie è che sono l'unica casta dell'alveare che possiede nel suo addome 4 paia di ghiandole della cera, preposte alla produzione della cera che si usa nell'elaborazione e preparazione delle cellette del favo.
Nel loro addome è presente anche la ghiandola di Nassanoff (nella parte posteriore del settimo urotergo dell'addome dove forma una banda), preposta alla produzione dell'odore caratteristico della colonia. Si possono vedere le operaie nella porticina con la ghiandola di Nassanoff aperta, che richiamano le altre affinché la versino. Questo comportamento è molto caratteristico perché vediamo l'ape che solleva l'addome, oltre il torace e la testa. In questo modo chiamano ed orientano le operaie quando la colonia è in movimento riconoscendosi con quelle della stessa colonia.
Le ghiandole ipofaringee e mandibolari sono presenti nella parte superiore davanti alla testa e nel torace, sono incaricate alla produzione della pappa reale che è l'alimento delle larve nei loro primi 3 giorni di vita e dell'ape regina durante tutta la sua vita. È secreta solo dalle api operaie nutrici quindi nel loro periodo di vita compreso tra il 5º e 14º giorno di vita.
L'operaia ha nel torace lo stomaco del miele o borsa melaria, dove entra il nettare succhiato che successivamente si trasformerà in miele.

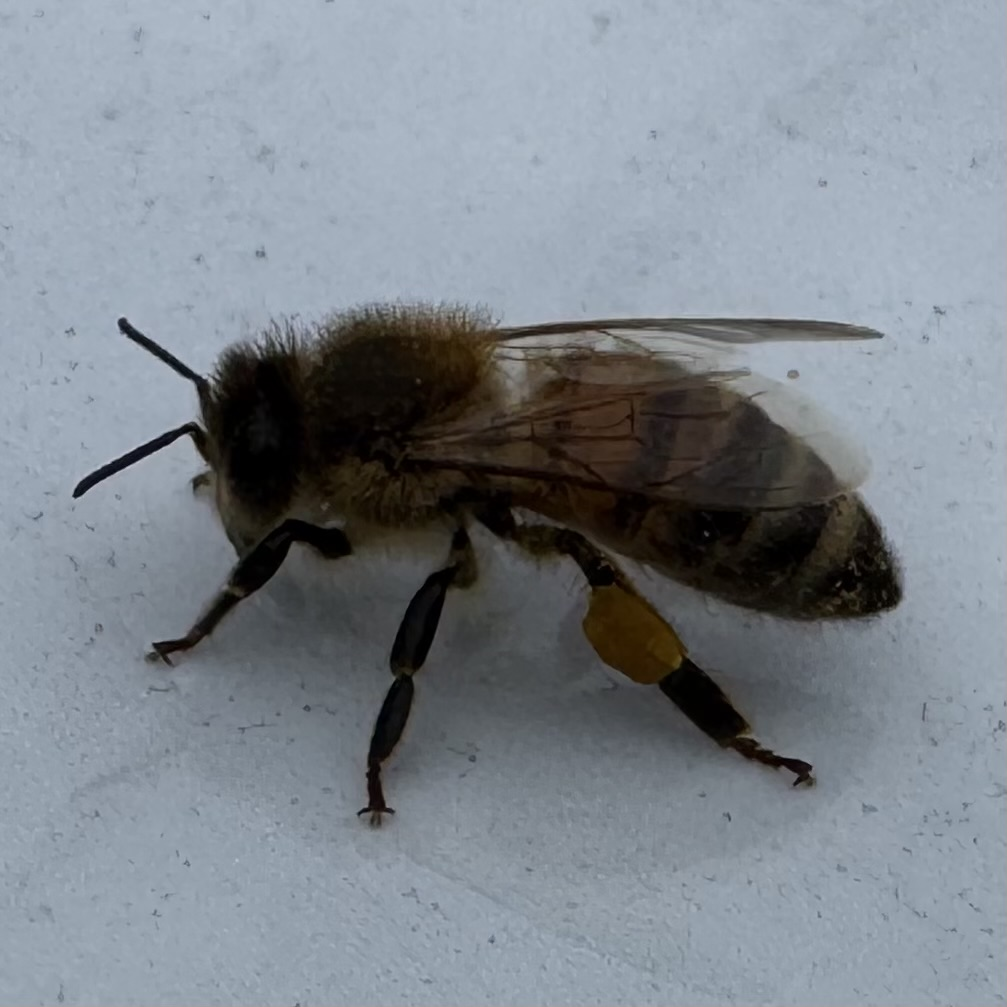
Ape operaia con ben visibili le cestelle cariche di polline.

Nel terzo paio di zampe c'è un adattamento speciale, denominato cestella o corbícula, in cui l'ape per mezzo di pettini graffiatori raggruppa i granuli di polline, che poi trasporterà alla sua colonia o alveare.

## Pungiglione
L'ovopositore atrofizzato si è trasformato in un pungiglione (o dardo) che utilizzano come apparato difensivo. È formato da tre parti: uno stiletto costituito da una punta affilata e da due rilievi longitudinali che corrono lungo tutta la sua lunghezza e lungo i quali scorre il veleno e due lancette ciascuna con un solco longitudinale e una decina formazioni simili ad uncini. Anche gli ultimi cinque uncini delle lancette iniettano il veleno in quanto provvisti di piccoli canali laterali che partono dal canale principale.
Quando l'ape punge il pungiglione non entra completamente all'interno dei tessuti in quanto è la successiva azione di robusti muscoli che consente la sua totale penetrazione. Se la puntura viene inferta in un corpo adiposo o elastico, gli uncini fanno sì che tutto il pungiglione rimanga incastrato e l'ape, nel tentativo di liberasi, strappi via anche gli ultimi segmenti addominali andando così incontro alla morte. Se invece la puntura viene inferta ad un altro insetto, vale a dire in un tessuto rigido, il pungiglione potrà essere sfilato senza danni per l'ape stessa.
Quando si è punti da un'ape è importante cercare di togliere subito il pungiglione con molta delicatezza e senza esercitare pressioni (è sconsigliato farlo con le dita) altrimenti, dato che attaccate al pungiglione vi sono anche le ghiandole del veleno, non faremmo altro che iniettarci altro veleno peggiorando la situazione. Questa operazione deve essere fatta il prima possibile in quanto la quantità di veleno che entra nel nostro organismo è direttamente proporzionale al tempo di permanenza del pungiglione nella pelle.
Dato che l'ape è un insetto sociale e quindi ha importanza solo la vita della comunità, nel momento in cui punge secerne anche dei feromoni, in particolare l'isopentil acetato, un feromone d'allarme per avvertire le altre api del pericolo che conseguentemente accorrono. Se ci si muove in maniera brusca, è certo che le altre api operaie attaccheranno. In questi casi si consiglia la calma e non agitarsi anche se è difficile rimanere impassibili in situazioni tali.

## Comunicazione delle operaie
La comunicazione tra le operaie e bottinatrici si realizza mediante un comportamento chiamato danza dell'addome. Mediante questo ballo, le operaie che stanno in giro ed incontrano una fonte di alimento comunicano alle altre la direzione e la distanza della fonte rispetto alla colonia alla quale appartengono.
C'è da mettere in rilievo che quando un'ape operaia intraprende il viaggio dall'alveare alla fonte di cibo, "carica alimento" proporzionale alla distanza da percorrere questo al fine di economizzare ed avere capacità di carico al suo ritorno. Se qualche agente esterno o atmosferico devia l'operaria dal suo destino questa non avrà autonomia sufficiente e, a meno che trovi alimento necessario nella sua strada, non potrà ritornare all'alveare e morirà.
Un altro modo di comunicare è segnalare situazioni di pericolo: quando un'ape suppone che esista una tale circostanza, secerne dei feromoni per avvertire le compagne. In questo caso solleva l'addome, estroflette il pungiglione e quindi secerna l'isopentil acetato, molto volatile, che viene ulteriormente diffuso grazie al battito veloce delle ali. In questo modo viene messa in allarme la comunità. L'ape può anche secernere un altro feromone d'allarme il 2-eptanone che però è meno efficace del precedente.

## Alimentazione con larve
Le larve delle api possono essere usate nell'alimentazione umana, sono presenti nella gastronomia del Giappone e si chiamano (hachinoko) anche se sono piatti poco comuni. Nei paesi con una maggiore tradizione culinaria a base di insetti sono più frequenti.

## Ciclo dell'operaia
| Tipo    | Uovo     | Larva    | Chiusura della celletta | Pupa      | Periodo di sviluppo | Fertilità |
| ------- | -------- | -------- | ----------------------- | --------- | ------------------- | --------- |
| Operaia | 3 giorni | 6 giorni | 9 giorni                | 12 giorni | 21 giorni           | nessuna   |

| Giorni di inizio dello stadio larvale | Peso della larva |
| ------------------------------------- | ---------------- |
| 2                                     | 3.4 mg           |
| 3                                     | 33.3 mg          |
| 4                                     | 100.1 mg         |
| 5                                     | 134.5 mg         |
| 6                                     | 155.2 mg         |